# Morderca, nadzieja kobiet
Morderca, nadzieja kobiet (niem. Mörder, Hoffnung der Frauen) - jednoaktowy dramat Oskara Kokoschki wydany w roku 1907, uważany za pierwszą ekspresjonistyczną sztukę. Napisany podczas nauki w Kunstgewerbeschule w Wiedniu. Głównym tematem dramatu była walka płci, która została przedstawiona przez Kokoschkę w bardzo brutalny i okrutny sposób. Morderca, nadzieja kobiet porusza także tematy seksualności i śmierci - autor skupia się przede wszystkim na relacjach między kobietą i mężczyzną istniejących w nieprzerwanym konflikcie, którego rozwiązaniem może być wyłącznie śmierć. Kokoschka czerpał swoją inspirację z utworów Bachofena i Weiningera.

## Zarys fabuły
Dramat opisuje spotkanie Mężczyzny i Kobiety oraz ich towarzyszy (grupy Dziewcząt i Wojowników) w nieokreślonej, abstrakcyjnej przestrzeni. Podczas spotkania Mężczyzna, pod wpływem silnych emocji, nakazuje wypalenie w ciele kobiety piętna, które jest symbolem przynależności Kobiety do Mężczyzny. W akcie zemsty Kobieta rani Mężczyznę nożem, wskutek czego jego towarzysze wypierają się go i zamykają w wieży. Pomimo konfliktu Kobieta i Mężczyzna czują względem siebie bardzo silne pożądanie – oboje chcą być razem, choć mają na siebie destrukcyjny wpływ. Konflikt zostaje rozwiązany kiedy Mężczyzna zabija Kobietę.

## Nietypowa konstrukcja
Morderca, nadzieja kobiet jest dramatem jednoaktowym. Kokoschka zrywa z tradycyjną konstrukcją dramatu wprowadzając nowe elementy:
- uprzedmiotowienie człowieka - imiona głównych bohaterów są zdeterminowane przez ich płeć (Kobieta i Mężczyzna)
- pozbawienie bohaterów własnej woli - postacie nie są przedstawione jako jednostki w sensie psychologicznym (ich działania nie są logiczne - odbiorca dostrzega konflikt między Kobietą i Mężczyzną, lecz nie rozumie jego podłoża)
- wprowadzenie bohaterów bez tożsamości - postacie nie są samodzielnymi jednostkami, posiadającymi indywidualne cechy charakteru (przedstawienie bohatera jako nośnika cech danej grupy społecznej)
- brak rozwoju postaci - bohaterowie nie zmieniają się pod wpływem działań

Akcja dramatu Morderca, nadzieja kobiet, w przeciwieństwie do wcześniejszych utworów, nie nawiązuje do żadnego konkretnego miejsca i czasu. Odbiorca nie ma możliwości odwołania się do rzeczywistości istniejącej poza dramatem, co skutkuje w braku odnalezienia wyjaśnienia zaistniałych sytuacji. Kokoschka zrezygnował także z manipulacji publicznością - brak motywacji w działaniach bohaterów sprawia, że odbiorca nie identyfikuje się z nimi i nie odczuwa względem postaci empatii. Kolejną charakterystyczną cechą dramatu Morderca, nadzieja kobiet jest jego nietypowa budowa, która składa się wyłącznie z trzech konstrukcji: pytań pozostawionych bez odpowiedzi (wskazują na to, że bohaterowie nie potrafią określić swojej pozycji w grupie), określeń tożsamości głównych bohaterów i opisów metafizycznych zjawisk.

## Walka płci
W dramacie Oskara Kokoschki Kobieta jest postacią niższego rzędu - zostały jej przypisane cechy demoniczne i zwierzęce. Jej działanie jest podporządkowane pierwotnym instynktom, nad którymi nie potrafi zapanować. Jedynym ratunkiem dla Kobiety jest śmierć z ręki Mężczyzny. Jako istota wyższego rzędu Mężczyzna ma za zadanie uwolnić duszę Kobiety z jej cielesności, tj. popędów seksualnych. W ten sposób można także rozumieć tytuł utworu - Mężczyzna jest zbawicielem Kobiety, która jest ograniczona i zniewolona przez swoją seksualność.

## Skandal związany z wystawieniem sztuki
W 1909 dramat został wystawiony w Sommertheater w Wiedniu. Zgodnie z założeniami Oskara Kokoschki sztuka została odebrana za zbyt prowokującą, szokującą i łamiącą tabu, co doprowadziło do zamieszek podczas przedstawienia. Po wystawieniu Mordercy, nadziei kobiet Kokoschka został wyrzucony z Kunstgewerbeschule.